# Albet
Albet és un nucli del municipi de Montferrer i Castellbò i de l'entitat municipal descentralitzada Vila i Vall de Castellbò, a l'Alt Urgell. El poble es troba entre dos barrancs a 1.178 m d'altitud, davant de Santa Creu. Com la majoria de pobles de la zona, la població ha davallat dels 119 el 1857, aleshores el tercer més poblat de la vall, fins a 48 el 1960 i només 17 el 2019.
L'església de Sant Martí, antic monestir ja ruïnós el 1914, és un edifici tardà (del segle xvii) amb el presbiteri arrodonit i un modern campanaret sobre seu. La imatge de Sant Martí és una notable talla barroca. Era sufragània de Sendes i ara ho és de Castellbò. El poble, amb les cases en un pendent, no té cap característica gaire remarcable.

## Pont al camí d'Albet
El pont es troba a la carretera per salvar el riu d'Albet, a tres quilòmetres del creuament de Castellbò. Pont d'un sol ull en arc de mig punt, construït amb llosa disposada fent filades no gaire regulars, i arrebossat a les baranes i a l'extradòs de l'arc. El pont ha sigut eixamplat i declarat bé cultural d'interès local.